# Shōdōkan

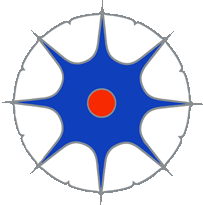
Symbol des Shōdōkan

Shōdōkan (japanisch 昭道館) ist eine Stilrichtung der japanischen Kampfkunst Aikidō, die von Tomiki Kenji (1900–1979) entwickelt wurde. Tomiki war ein Schüler von Kanō Jigorō, Gründer des Kōdōkan-Judo, und Ueshiba Morihei, Gründer des Aikidō. Shodokan-Aikidō vereinigt die Techniken des traditionellen Aikidō mit der modernen Didaktik und Struktur, die Kanō Jigorō zur Lehre des Judo einsetzt. Das Resultat ist ein modernes, wirksames und strukturiertes Aikidō, das heute in Japan und in vielen Ländern weltweit unterrichtet wird.
Die wichtigsten Unterschiede zwischen dem Shodokan-System und dem traditionellen Aikidō sind im Einzelnen:
- Die Ausübung von Wettkämpfen.
- Die Strukturierung in Kata und anderen festgelegten Übungsformen.
- Der Verzicht auf das Tragen des Hakama.

## Geschichte
Die Entwicklung der heute weit verbreiteten modernen japanischen Kampfkünste steht im Zusammenhang mit der wirtschaftlichen und kulturellen Öffnung Japans ab dem Jahr 1853. Die traditionelle japanische Kampfkunst, die auf das Töten des Gegners ausgerichtet war, erwies sich im Zeitalter von Schusswaffen als überholt. Die Pioniere des modernen Budō, namentlich Kanō Jigorō (Judo), Ueshiba Morihei (Aikidō) und Funakoshi Gichin (Karate) haben ab Ende des 19. Jahrhunderts verschiedene traditionelle Kampfstile in einer Weise verändert, dass sie als Methode zur körperlichen Ertüchtigung und zur Vermittlung von moralischen Werten verwendet werden konnten. Diese Modernisierung hat verhindert, dass die über Jahrhunderte gereifte Tradition in Vergessenheit geriet.

### Anfänge
Tomiki Kenji lernte schon als Grundschüler Judo und erreichte 1919 als Mitglied des Judoclubs der Waseda-Universität in Tokio den 1. Dan. Als Judoka hat er den Wert eines strukturierten Lernsystems, sowie den Nutzen des sportlichen Wettkampfs (Randori Shiai) zu schätzen gelernt.
1926 wurde er Ueshiba Morihei vorgestellt und nahm ebenfalls Kurse in dessen Dōjō. Ueshiba hatte mit Tomiki Kenji einen zuverlässigen Uchi-Deshi, der ihm auch 1934 nach Tokio folgte. Nachdem Ueshiba 1940 das Kyū-/Dan-Stufensystem einführte, machte er Tomiki 1942 zum ersten Träger des achten Dan.
Nachdem er 1954 an die Spitze der Sportfakultät der Waseda-Universität gewählt worden war, erhielt er vier Jahre später die Möglichkeit, dort einen Aikidō-Club zu gründen. Allerdings war dies an sehr strenge Bedingungen geknüpft: es sollten unter anderem Wettkämpfe durchgeführt werden können, ähnlich wie dies bereits im Judo oder Kendō der Fall war. Tomiki machte aus der Not eine Tugend und brachte seine langjährige Erfahrung im Judo ein, um ein Wettkampfsystem für Aikidō (Aikirandori-ho) zu entwickeln. Für diese Entscheidung hatte Ueshiba Morihei kein Verständnis, da Wettkämpfe im Aikidō keinen Platz finden durften.

### Verbreitung
Im Laufe der Jahre konnte Tomiki viele Judoka und andere Budō-Schüler für seine Arbeit gewinnen. Mit finanzieller Unterstützung japanischer Industrieller eröffnete er 1967 ein eigenes Aikido-Dōjō in Ōsaka. Das Grundgerüst für den Shodokan als eigenständiges Aikidō-Lehrsystem war etwa 1970 aufgestellt; in diesem Jahr fand ein erstes Aikidō-Turnier zwischen Studenten verschiedener Universitäten statt.
In der Folge haben Tomiki und seine Schüler viel Zeit darauf verwendet, Shodokan-Aikidō innerhalb Japans und auch international zu verbreiten. Auf besonders fruchtbaren Boden fiel diese Lehrtätigkeit in den USA, Australien und Großbritannien. Zu diesen Ländern bestanden seit Ende des Zweiten Weltkrieges besonders intensive Beziehungen, was die Durchführung von Lehrgängen vereinfachte. Ebenfalls waren die alliierten Truppenkommandanten sehr an den japanischen Kampfsportarten interessiert.
Seit 1989 werden internationale Shodokan-Aikidō-Turniere durchgeführt, 1999 fand in Australien das erste Turnier außerhalb Japans statt.

### Shodokan-Aikidō heute
Der aktuelle Shihan (Großmeister), Tetsuro Nariyama, setzt die internationale Verbreitung des Shodokan-Aikidō fort. Es finden jährlich von ihm geleitete Lehrgänge statt. Derzeit gibt es etwa 10.000 aktive Mitglieder weltweit. Die nächste Weltmeisterschaft findet 2005 in Tokio statt, zu der etwa 600 Teilnehmer aus über 20 Ländern erwartet werden.

## Wettkämpfe
Die Durchführung von Wettkämpfen im Aikidō war lange Zeit umstritten. Nach der Meinung vieler Aikidoka anderer Stile stehen Konfrontation und Wettbewerbsdenken im Widerspruch zur Philosophie des Aikidō. Tomiki Kenji hielt jedoch trotz der Kritik einiger Schüler Ueshibas und Ueshiba Morihei an der Einführung des Aikirandori-ho fest. Ermutigt wurde er hierzu auch von Kanō Jigorō, der bereits zwei große Gruppen traditioneller Verteidigungstechniken (Nage Waza – Wurftechniken und Gatame Waza – Haltetechniken) in ein Wettkampfsystem integriert hat. Tomiki hatte zum Ziel, auch die zwei anderen Gruppen, nämlich Atemi Waza (Schlagtechniken) und Kansetsu Waza (Techniken an Gelenken), auf diese Weise anzupassen und somit dauerhaft zu erhalten. Aikirandori-ho sollte sich neben Kendō und Judo zur dritten modernen Wettkampfdisziplin in Japan etablieren.
Nach Ansicht von Tomiki ist die Durchführung von Wettkämpfen sehr wohl kompatibel mit der Philosophie des Aikidō. Randori Shiai, so der japanische Begriff für Wettkampf, bedeutet nicht "Konfrontation", sondern "freies Training um gemeinsam Fortschritt zu erreichen". Wenn mit diesem Ziel trainiert wird, sei Aikirandori-ho durchaus im Einklang mit der Philosophie Ueshibas.

### Disziplinen
Es gibt drei verschiedene Wettkampfdisziplinen:
| # | Disziplin        | Beschreibung |
| - | ---------------- | --- |
| 1 | Embu Kata        | Dieser Wettbewerb beinhaltet die Präsentation einer vorgegebenen Reihe von Techniken durch zwei Personen, die von 3 oder 5 Schiedsrichtern mit Noten bewertet werden. Als Alternative kann auch ein K.-O.-System angewandt werden, bei dem jeweils zwei Teams gleichzeitig antreten. Die Schiedsrichter entscheiden dann, welches Team in die nächste Runde vorrückt. |
| 2 | Tantō Randori    | Dies ist die klassische Disziplin des Aikirandori-ho. Ein Wettkämpfer (Tantō) ist mit einem Schaumstoffmesser (Tantō ist das japanische Wort für Messer) bewaffnet, der andere unbewaffnet (Toshu). Tantō versucht, Toshu mit dem Messer zu treffen, während Toshu seinerseits den Angriffen ausweichen muss, und versucht, eine Technik anzuwenden, um Tantō zu Fall zu bringen. Die Schiedsrichter werten Treffer von Tantō sowie erfolgreiche Techniken von Toshu. Der Wettbewerb ist in 2 Halbzeiten zu je 90 Sekunden gegliedert; am Ende der 1. Halbzeit werden die Rollen getauscht. Sieger ist, wer am Ende des Kampfes die größere Anzahl Punkte erreicht hat. Es werden ebenfalls Mannschaftswettbewerbe in dieser Disziplin durchgeführt. |
| 2 | Kongo Dentai Sen | Dies ist ein 1999 eingeführter Mannschaftswettbewerb, der mehrere Aspekte des Aikidō-Trainingsprogramms aufgreift. Zuerst treten zwei Zweier-Teams parallel an und präsentieren die 17 Grundtechniken des Shodokan. Zwei weitere Teams führen 16 vorgegebene Selbstverteidigungstechniken aus. Anschließend finden 3 verschiedene Kampfwettbewerbe statt: Tantō Taisabaki (Ausweichen gegen Messerangriff), Toshu Randori (Freihändiger Kampf) und Tantō Randori. Die Mannschaft, die die größte Anzahl Punkte erreicht, gewinnt den Wettbewerb und rückt eine Runde vor. |

## Prüfungen und Ränge

### Allgemeines
Wie in anderen modernen japanischen Kampfkunstarten auch, wird im Shodokan das Kyu- und Dan-System angewandt. Es gibt 8 Kyu- und 8 Dan-Grade. Anfänger legen nach einigen Monaten Training die Prüfung zum 8. Kyu ab; danach folgen in länger werdenden Abständen weitere Prüfungen. Nach etwa 8–10 Jahren kann dann eine Prüfung zum 1. Dan, Schwarzer Gürtel inklusive Lehrberechtigung, abgelegt werden. In Japan kann der 1. Dan auch schon nach einem Jahr intensiven täglichen Trainings erreicht werden.

### Inhalte
Für die Kyu-Grade wird das Vorführen von bestimmten Techniken in steigender Schwierigkeit verlangt. Prüfungen für Dangrade beinhalten zudem einen theoretischen Teil, in dem sich die Kandidaten schriftlich zu einem vom Prüfer festgelegten Thema äußern müssen. Für die Stufen 1.–3. Dan wird zudem die Fähigkeit der Kandidaten geprüft, in einem freien Kontext (Randori) effizient verteidigen zu können, im Hinblick auf Wettkämpfe. Für die höheren Dangrade wird auch das Verdienst der Kandidaten in der Lehre und Verbreitung von Shodokan-Aikidō berücksichtigt.

### Prüfungskommission
| Graduierung   | Kommission besteht aus                                        |
| ------------- | ------------------------------------------------------------- |
| 8.–3. Kyu     | Lehrer des Vereins des Kandidaten.                            |
| 2. Kyu–3. Dan | Nationale Technische Kommission.                              |
| Ab 4. Dan     | Technischer Direktor des Shodokan (derzeit Tetsuro Nariyama). |